# Déiotaros
Deiotarix latinisé en Déjotarus, Deiotaros I Philoromaios (Δηιόταρος Φιλορώμαιος) soit Deiotaros l'ami des Romains, né vers 105 av. J.-C. et mort vers 42 av. J.-C., est tétrarque puis roi des Galates.
Il est honoré par le Sénat romain du titre d'allié et ami du peuple de Rome. Bien qu'il ait choisi à chaque étape des querelles romaines le camp du perdant (Pompée contre César, Brutus contre Octave et Antoine), il réussit à maintenir la puissance de la communauté galate en Orient. Diophane de Nicée, auteur grec du Ier siècle av. J.-C. natif de Bithynie, avait dédié son  traité sur l'agriculture, Georgica, à Deiotaros.

## Prise de pouvoir
Déiotaros est le tétrarque des Celtes Tolistobogiens implantés en Galatie, et il est considéré comme l'un des plus capables des rois galates, dirigeant les trois tribus depuis sa forteresse de Blucium. Fils du tétrarque Sinorix, il est l’un des rares rescapés du massacre de ses pairs organisé par le roi Mithridate VI du Pont.
Son nom signifie « Divin Taureau » en celtique et dériverait d’un composé galate deiuo-taruos. Le « Divin Taureau » était un dieu galate. Cependant, l'origine de cette déité obscure étant difficilement discernable dans la culture celte, il est possible que ce soit un dieu local adopté par les Galates.

## Allié des Romains, roi des Galates

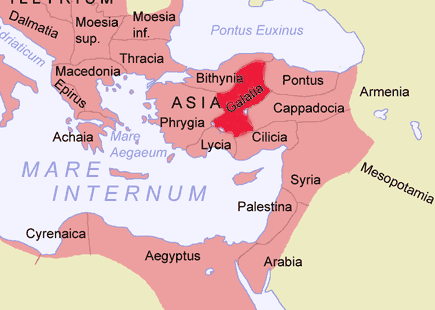
La Galatie et les autres royaumes d'Asie mineure au

Après avoir renversé, avec le soutien de Rome, le satrape Eumachios imposé par le roi du Pont, il sert fidèlement les Romains de Lucullus et de Pompée dans toutes les guerres d'Asie et particulièrement contre Mithridate VI Eupator du Pont. En récompense de ses services, le Sénat romain le fait « allié et ami du peuple Romain » et ses territoires sont considérablement accrus, allant des bouches de l'Halys à l'Arménie Mineure. Pompée lui attribue le titre royal et lui concède finalement le royaume d'Arménie Mineure.
Un jour, Déiotaros subit les moqueries du proconsul de Syrie, Crassus, car le roi, bien que déjà « fort vieux », ambitionnait de construire une nouvelle ville. Le Galate répondit au Romain qu'à 60 ans, il était bien vieux lui aussi pour aller faire la guerre aux Parthes.
Lorsqu'en 49 av. J.-C., la Guerre civile éclate entre César et Pompée, Déiotaros embrasse le parti de ce dernier et lui fournit un corps de cavalerie. Après sa victoire, César, en représailles, lui ôte l'Arménie Mineure et une partie de ses anciens États ; il lui conserve cependant le titre de roi. À cette époque, Déiotaros fournit à César des secours considérables en troupes et en argent lors de sa campagne-éclair contre Pharnace II du Pont. Il le reçoit également dans son palais et lui offre de nombreux présents. En récompense de son aide, Déiotaros recouvre l'Arménie Mineure qui avait été remise par Jules César à Ariobarzane III de Cappadoce.
Quelque temps plus tard, Castor le petit-fils de Déiotaros (Déiotaros avait fait égorger ses parents) engagea Philippe, médecin du roi, à accuser son maître d'avoir voulu faire assassiner César lorsqu'il l'avait reçu dans son palais. Cicéron, qui était lié depuis longtemps à Déiotaros, assura sa défense. La cause fut plaidée à Rome, en 45 av. J.-C., dans la maison même de César, et Cicéron prononça son célèbre plaidoyer Pro rege Deiotaro.
Après la mort de César, au cours de l'affrontement entre les triumvirs et les Républicains, Déiotaros s’allia à Brutus et meurt peu après la bataille de Philippes.

## Postérité et succession
Théodore Reinach propose la postérité suivante pour Déiotaros.
Le roi Déiotaros avait pris pour épouse Bérénike fille d'Attale III qui lui donna plusieurs enfants :
- Déiotarus (II) (Philopator), associé à son père en 51 av. J.-C. et mort en 43 av. J.-C. ;
- Adobogiona (en) « Philoromaios », épouse de Brogitaros, tétrarque des Trocmes mort vers 52 av. J.-C. parents d'Amyntas de Galatie, lui aussi tétrarque des Trocmes, roi de Galatie de 37 à 25 av. J.-C.
- une fille, épouse de Castor Tarcondarios, tétrarque des Tectosages (après la disparition de Jules César, le couple est mis à mort par Déiotaros en 45 av. J.-C., dans leur résidence de Gorbeus)dont :
  - Castor II, roi de Galatie et de Paphlagonie de 40 à 37 av. J.-C., qui épouse sa cousine Adobogiona la Jeune dont :
    - Déiotaros Philopator et Déiotaros II Philadelphe, qui succèdent à leur père Castor (II). Le royaume de Déiotaros II Philadelphe est démantelé par Marc Antoine lors de la réorganisation de l’Orient romain. Afin de conserver quelques territoires en Paphlagonie, Déiotaros II rallie le camp d'Auguste après avoir été partisan de celui de Marc Antoine[11]. Il règne de 31 à sa mort en 6 av. J.-C. ;
- Adobogiona l'Aînée, qui très jeune épouse Ménodote de Nicomédie le célèbre médecin et philosophe sceptique puis devient une des concubines de Mithridate VI à qui elle donne deux enfants Mithridate de Pergame et Adobogiona La Jeune.

### Sources antiques
- Cicéron, Philípiques, ii. 37 ; Ad fam., viii. 10, ix. 12, xv. I, 2, 4 ; Ad Att., xiv. 1 ; De div., i. 15, ii. 36, 37 ; De harusp. resp., 13, et surtout Pro rege Deiotaro.
- (de) Cicéron, Rede für König Deiotarus., traduction de Hans-Joachim Glücklich, Vandenhoeck & Ruprecht, Göttingen, 1988  (ISBN 3525716133).
- Appien, Bell. Mithrid., 75, 114 ; Bellum Alexandrinum, 34-41, 65-77.
- Dion Cassius, xli. 63, xlii. 45, xlvii. 24, 48, xlviii. 33.